# Santiago José O'Phelan
Santiago José O'Phelan y Recabarren (Arequipa, 18 de agosto de 1774-Lima, 22 de septiembre de 1857) fue un religioso peruano. Fue obispo de Ayacucho (1840-1857).

## Biografía
Nacido en 1774, fue hijo de Raymundo O'Phelan Ailuardo y Bernardina de Recabarren y Quintanilla. Su padre era un capitán hispano-irlandés establecido en Arequipa, mientras que su madre, miembro de una distinguida familia de la nobleza colonial, era sobrina de José de Recabarren y Pardo de Figueroa, V conde de Villaseñor.
En 1787, fue enviado a Lima para estudiar en el Real Convictorio de San Carlos, dirigido en ese entonces por el liberal Toribio Rodríguez de Mendoza y dónde tuvo por compañeros al político Carlos Pedemonte, al poeta José Joaquín de Olmedo y al prelado Juan de Dios Olaechea. Su destacado desempeño le llevó muy joven a tomar cátedras en el Convictorio y en 1796, a los veintidós años, se le confirió una de Teología en la Universidad de San Marcos. Tiempo después sería elegido decano de su facultad y se recibió de abogado en la Real Audiencia de Lima.
En 1800, fue ordenado sacerdote y destinado a Cerro de Pasco, donde permaneció dilatado tiempo. En 1821, fue elegido diputado al Primer Congreso Constituyente por Arequipa y, como tal, fue uno de los firmantes de la primera Constitución Política de 1823. Luego de regresar a Pasco, pasó al curato de Caima, en Arequipa, donde se le dio una prebenda en el coro de la Catedral hasta obtener la chantría (1839).
En 1839, el Congreso General de Huancayo presentó su nombre para la Diócesis de Ayacucho (Huamanga) y, en 1841, fue confirmado en el puesto por Roma. Consagrado al año siguiente, tomó posesión efectiva en 1843 y desde entonces se dedicó al cuidado del Seminario de San Cristóbal y a la creación de un panteón para la ciudad. Sin embargo, su delicada salud lo obligó a regresar a Lima, por lo que en dos oportunidades presentó su renuncia, la misma que no le fue aceptada, siendo su diócesis dirigida por un gobernador eclesiástico.
Falleció en Lima en 1857.